# Gianna Rolandi
Gianna Rolandi, née à New York le 16 août 1952 et morte à Chicago le 20 juin 2021, est une soprano américaine.

## Biographie
La mère de Carol Jane Rolandi, Jane Frazier, était une soprano à succès et son père, Enrico Rolandi, un gynécologue-obstétricien italien. Elle grandit à Spartanburg, en Caroline du Sud.
En 1955, alors que Rolandi n'a pas encore 3 ans, son père meurt dans un accident de voiture.

### Formation et débuts
Elle étudie le violon et le chant au Brevard Music Center, en Caroline du Nord, puis poursuit ses études au Curtis Institute of Music de Philadelphie.
Peu après, à l'âge de 23 ans, elle effectue des débuts prometteurs au New York City Opera en 1975, dans le rôle de Olympia des Contes d'Hoffmann d'Offenbach. Elle interprète des rôles majeurs dans plus de no 30 opéras avec la compagnie, notamment la première américaine de Ashmedai du compositeur israélien Josef Tal en 1976 et la première mondiale de Miss Havisham Fire de Dominick Argento en 1979.

### Au Metropolitan Opera
Elle rejoint le Metropolitan Opera, où elle fait ses débuts dans le rôle de Sophie, dans Der Rosenkavalier de Strauss en 1979. 
En 1982, elle y livre une performance très remarquée dans le rôle de Zerbinetta, dans Ariane à Naxos, aux côtés de Jessye Norman. Le critique du New York Times, Donal Henahan, relève son « maniement adroit et pratiquement sans faille de son grand air, l'un des obstacles les plus redoutés de l'opéra pour un soprano colorature », qui lui vaut « la plus longue interruption de représentation de la saison pour une ovation du public ».

### Au Lyric Opera de Chicago
Au Lyric Opera de Chicago, elle débute dans le rôle de Dorinda, dans Orlando de Haendel (1986), et termine sa carrière dans le rôle de Despina de Così fan tutte (1993-1994).

### Fin de carrière et décès
Elle se retire de la scène en 1994, pour se consacrer à l'enseignement. Elle devient ainsi directrice des études vocales du Ryan Opera Center de l'Opéra lyrique de Chicago, institution dont elle prend la direction de 2006 à 2013.
Elle meurt le 20 juin 2021, à l'âge de 68 ans.

## Vie privée
Mariée une première fois au ténor Howard Hensel, Rolandi épouse en deuxièmes noces le chef d'orchestre britannique Andrew Davis, rencontré en 1984, alors qu'il dirigeait l'orchestre d'Ariane à Naxos, tandis qu'elle en interprétait le rôle de Zerbinetta sur scène.